# Heterhydrus adipatus
Heterhydrus adipatus är en skalbaggsart som beskrevs av Guignot 1952. Heterhydrus adipatus ingår i släktet Heterhydrus och familjen dykare. Inga underarter finns listade i Catalogue of Life.